# Standards Live
Standards Live från 1986 är ett livealbum med Keith Jarretts ”Standards Trio”. Det spelades in i juli 1985 i Palais des Congrès Studios de la Grande Armée, Paris.

## Låtlista
1. Stella by Starlight (Victor Young/Ned Washington) – 11:15
2. The Wrong Blues (William Engvick/Alec Wilder) – 8:03
3. Falling in Love with Love (Richard Rodgers/Lorenz Hart) – 8:44
4. Too Young to Go Steady (Jimmy McHugh/Harold Adamson) – 10:10
5. The Way You Look Tonight (Jerome Kern/Dorothy Fields) – 9:31
6. The Old Country (Nat Adderley/Curtis Lewis) – 6:36

## Medverkande
- Keith Jarrett – piano
- Gary Peacock – bas
- Jack DeJohnette – trummor